# Blue Room
Blue Room (auch The Blue Room) ist ein Popsong, den Richard Rodgers (Musik) und Lorenz Hart (Text) verfassten und 1926 veröffentlichten.

## Hintergrund

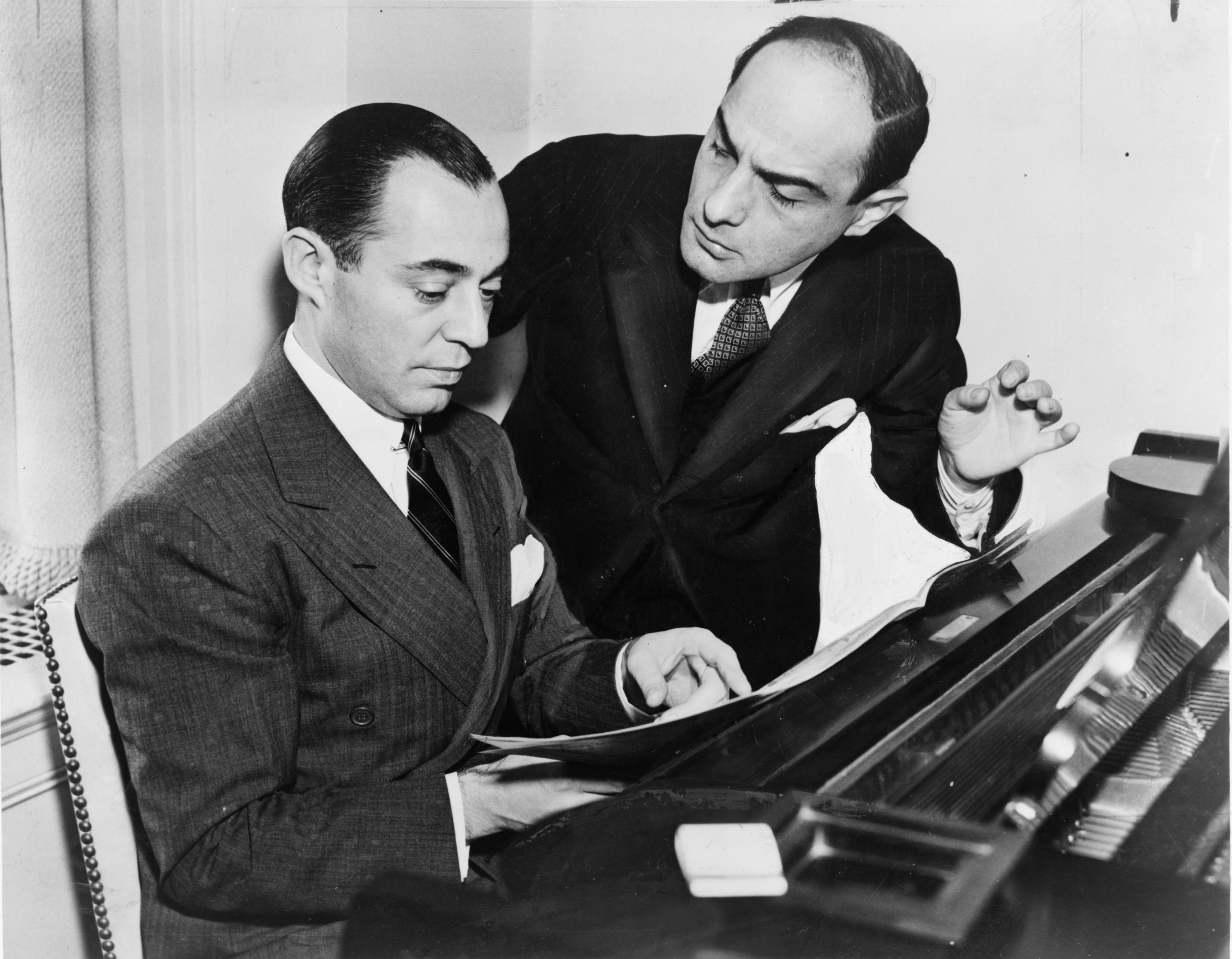
Richard Rodgers (links) und Lorenz Hart (1936)

Das Lied des Songwriterteams Rodgers und Hart wurde in der Musical-Komödie The Girl Friend vorgestellt, die  am 17. März 1926 im New Yorker Vanderbilt Theater Premiere hatte. Dort präsentiert wurde Blue Room von Eva Puck und Sammy White.
Der in F-Dur in der Form AA’BA’’ geschriebene Song hat ein einfaches Motiv in punktiertem Rhythmus, wiederholt auf dem Offbeat. der romantische Refrain verwendet Rodgers’  bevorzugten Kunstgriff einer ansteigenden Skala, diesmal beginnend bei F und jedes Mal wieder zu den tieferen Noten D und C zurückkehrend. Harts stimmungsvoller Liedtext schafft ein Bild häuslichen Glücks (With Mister and Missus / On little blue chairs).
Nach Ansicht von Alec Wilder war Blue Room der erste erkennbare Rodgers-Song; für Stanley Green „ein Klassiker der Zufriedenheit mit dem Stadtleben“ (that classic of city-life contentment).

## Erste Aufnahmen und spätere Coverversionen
Zu den ersten Musikern, die den Song ab 1926 aufnahmen, gehörten Sam Lanin, The Melodic Sheiks und The Revelers, im Bereich des Jazz auch Victor Arden/Phil Ohman (Brunswick), die California Ramblers (Pathé) und Fred Rich and His Hotel Astor Orchestra (Columbia). In den folgenden Jahren nahmen ihn auch Dorsey Brothers Orchestra, Isham Jones, Jan Garber, Benny Goodman (The Famous Carnegie Hall Concert 1938) und Eddy Duchin auf. Richard Rodgers spielte den Song Anfang 1940 für ein Columbia-Album (Richard Rodgers Conducts Rodgers & Hart) ein, begleitet von einem Studioorchester.
Der Diskograf Tom Lord listet im Bereich des Jazz insgesamt 253 (Stand 2015) Coverversionen, u. a. von Gene Ammons, Chet Baker, Bing Crosby, Miles Davis (Miles Davis and Horns), Ella Fitzgerald, Bud Freeman, Glen Gray, Hank Jones, Jimmy Smith und Joe Venuti. Der Song fand auch Verwendung in mehreren Filmen; Perry Como und Cyd Charisse sang ihn in der Rodgers-Hart-Filmbiografie Words and Music (1948, Regie: Norman Taurog). Perry Como kam mit seiner Aufnahme für RCA Victor in die Top-20 der US-Charts. In The Eddy Duchin Story (1956, Regie George Sidney) war Carmen Cavallaro Gesangsdouble.